# Полк-Сіті (Айова)
Полк-Сіті (англ. Polk City) — місто (англ. city) в США, в окрузі Полк штату Айова. Населення — 5543 особи (2020).

## Географія
Полк-Сіті розташований за координатами 41°46′19″ пн. ш. 93°42′32″ зх. д. / 41.77194° пн. ш. 93.70889° зх. д. (41.772019, -93.708873).  За даними Бюро перепису населення США в 2010 році місто мало площу 11,57 км², з яких 11,19 км² — суходіл та 0,38 км² — водойми. В 2017 році площа становила 13,57 км², з яких 13,19 км² — суходіл та 0,38 км² — водойми.

## Демографія
Згідно з переписом 2010 року, у місті мешкало 3418 осіб у 1232 домогосподарствах у складі 957 родин. Густота населення становила 296 осіб/км².  Було 1276 помешкань (110/км²).
Расовий склад населення:
| - 97,2 % — білих - 0,8 % — чорних або афроамериканців - 0,4 % — азіатів - 0,2 % — корінних американців |

До двох чи більше рас належало 1,1 %. Частка іспаномовних становила 0,9 % від усіх жителів.
За віковим діапазоном населення розподілялося таким чином: 30,5 % — особи молодші 18 років, 61,8 % — особи у віці 18—64 років, 7,7 % — особи у віці 65 років та старші. Медіана віку мешканця становила 34,4 року. На 100 осіб жіночої статі у місті припадало 100,0 чоловіків;  на 100 жінок у віці від 18 років та старших — 96,5 чоловіків також старших 18 років.
Середній дохід на одне домашнє господарство  становив 95 234 долари США (медіана — 78 903), а середній дохід на одну сім'ю — 100 574 долари (медіана — 84 632). Медіана доходів становила 61 034 долари для чоловіків та 48 485 доларів для жінок. За межею бідності перебувало 2,5 % осіб, у тому числі 2,2 % дітей у віці до 18 років та 10,0 % осіб у віці 65 років та старших.
Цивільне працевлаштоване населення становило 2144 особи. Основні галузі зайнятості: фінанси, страхування та нерухомість — 22,5 %, освіта, охорона здоров'я та соціальна допомога — 19,5 %, роздрібна торгівля — 11,4 %, виробництво — 7,7 %.